# Ringo's Rotogravure
Ringo's Rotogravure är ett musikalbum av Ringo Starr som utgavs 1976. Det var hans femte studioalbum och det första han gjorde för skivbolaget Atlantic Records. Albumet kom att bli den sista gången där alla forna medlemmar i The Beatles var involverade. John Lennon skrev låten "Cookin' (In the Kitchen of Love)" för skivan och medverkade på piano på inspelningen. Paul McCartney bidrog med låten "Pure Gold" och medverkade även på körsång på skivan. George Harrison bidrog med sin komposition "I'll Still Love You". Vidare medverkar musiker som Eric Clapton, Peter Frampton, Dr. John och Klaus Voormann på skivan. Den inledande låten "A Dose of Rock 'n' Roll" blev en mindre amerikansk hit, och nådde plats 26 på Billboard Hot 100.

## Låtlista
(kompositör inom parentes)
1. "A Dose of Rock 'n' Roll" (Carl Groszmann) - 3:24
2. "Hey! Baby" (Bruce Channel) - 3:11
3. "Pure Gold" (Paul McCartney) - 3:14
4. "Cryin' " (Richard Starkey, Vini Poncia) 3:18
5. "You Don't Know Me at All" (Dave Jordan) - 3:16
6. "Cookin' (In the Kitchen of Love)" (John Lennon) - 3:41
7. "I'll Still Love You" (George Harrison) - 2:57
8. "This Be Called a Song" (Eric Clapton) - 3:14
9. "Las Brisas" (Starkey, Nancy Andrews) - 3:33
10. "Lady Gaye" (Starkey ,Poncia, Clifford T. Ward) - 2:57
11. "Spooky Weirdness" - 1:26

## Listplaceringar
| Lista (1976)  | Topplacering |
| ------------- | ------------ |
| Nederländerna | 16           |
| Nya Zeeland   | 21           |
| Norge         | 14           |
| Sverige       | 19           |
| Österrike     | 10           |
| USA           | 28           |